# Stefan Kudelski
Stefan Kudelski (ur. 27 lutego 1929 w Warszawie, zm. 26 stycznia 2013 w Cheseaux-sur-Lausanne) – polski elektronik i wynalazca, twórca serii profesjonalnych magnetofonów Nagra, podstawowego typu magnetofonu używanego przez reporterów radiowych, telewizyjnych i studia filmowe na całym świecie, laureat nagród amerykańskiej Akademii Filmowej, doktor honoris causa Politechniki Federalnej w Lozannie.

## Rodzina
Urodził się w polskiej rodzinie inteligenckiej związanej z przedwojennym Stanisławowem. Dziadek Stefana – Jan Tomasz był absolwentem Politechniki Lwowskiej i architektem miejskim Stanisławowa, który pozostawił ogromny wkład w architekturę tego miasta, ojciec Stefana – Tadeusz, obrońca Lwowa przed Ukraińcami w 1918, po studiach architektonicznych na Politechnice Lwowskiej pracował w przemyśle chemicznym, matka – Irena z Ulbrichów była antropologiem. Ojcem chrzestnym Stefana Kudelskiego był ostatni przedwojenny prezydent Warszawy Stefan Starzyński. W roku 1939 Kudelscy ewakuowali się z ogarniętej wojną Polski i przez Zaleszczyki, Rumunię, Węgry dotarli do południowej Francji. Po inwazji niemieckiej we Francji znaleźli się na terenach administrowanych przez rząd Vichy. Ojciec Kudelskiego, jako oficer polski w służbie czynnej brał udział we francuskim ruchu oporu, ale po wykryciu przez Niemców miejscowej siatki, po raz kolejny musiał uciekać wraz z rodziną, tym razem do Szwajcarii. Za swoje zasługi oboje rodzice Kudelskiego uhonorowani zostali francuskim Krzyżem Wojennym.

## Nauka
W Szwajcarii młody Stefan Kudelski podjął naukę w szkole średniej École Florimont w Genewie i jeszcze przed jej ukończeniem poważnie zainteresował się techniką i elektroniką. Zbudował własne laboratorium, w którym zajmował się m.in. urządzeniami do ekstrakcji pyłów z powietrza przy użyciu generatora wysokiej częstotliwości lub do mierzenia dokładności zegarów przy użyciu generatorów kwarcowych – kilka z nich Kudelski opatentował, choć nie znalazły one dotąd komercyjnego zastosowania. Od 1948 studiował fizykę i inżynierię fizyczną na Politechnice Federalnej w Lozannie.

## Wynalazki
W wolnym od nauki czasie Kudelski prowadził doświadczenia w domowym laboratorium, gdyż pracownie wydziałowe politechniki nie dysponowały odpowiednim wyposażeniem. Właśnie w laboratorium powstał pierwszy model magnetofonu Nagra. W 1951 roku, jeszcze jako student fizyki, Kudelski opracował prototyp magnetofonu, który rok później na wystawie The First International Amateur Recording Contest w Lozannie zdobył pierwszą nagrodę. Kudelski stale udoskonalał swój produkt, a tranzystorowa wersja Nagra III z roku 1957 stała się w latach sześćdziesiątych technologiczną rewelacją. Dzięki jakości wykonania i niezawodności Nagra podbiła rynek i wkrótce był to podstawowy typ magnetofonu używany przez reporterów radiowych, telewizyjnych i studia filmowe na całym świecie. Kudelski otrzymał za niego cztery nagrody amerykańskiej Akademii Filmowej – dwie nagrody naukowo-techniczne II-ej kategorii – Certyfikaty Akademii w 1965 i 1977, oraz dwie statuetki Oscara (Nagrodę za Zasługi – Award of Merit w 1978 i honorową nagrodę Gordona E. Sawyera w 1990), ponadto dwie nagrody przemysłu rozrywkowego Emmy i wiele innych. Również Politechnika Federalna w Lozannie, alma mater Kudelskiego, wyróżniła go przyznając mu w 1986 roku doktorat honoris causa. W 2008 roku na Festiwalu Filmu Polskiego w Ameryce, podczas którego wyróżniani są za swoje osiągnięcia Polacy i osoby pochodzenia polskiego, Kudelski otrzymał nagrodę Skrzydła.

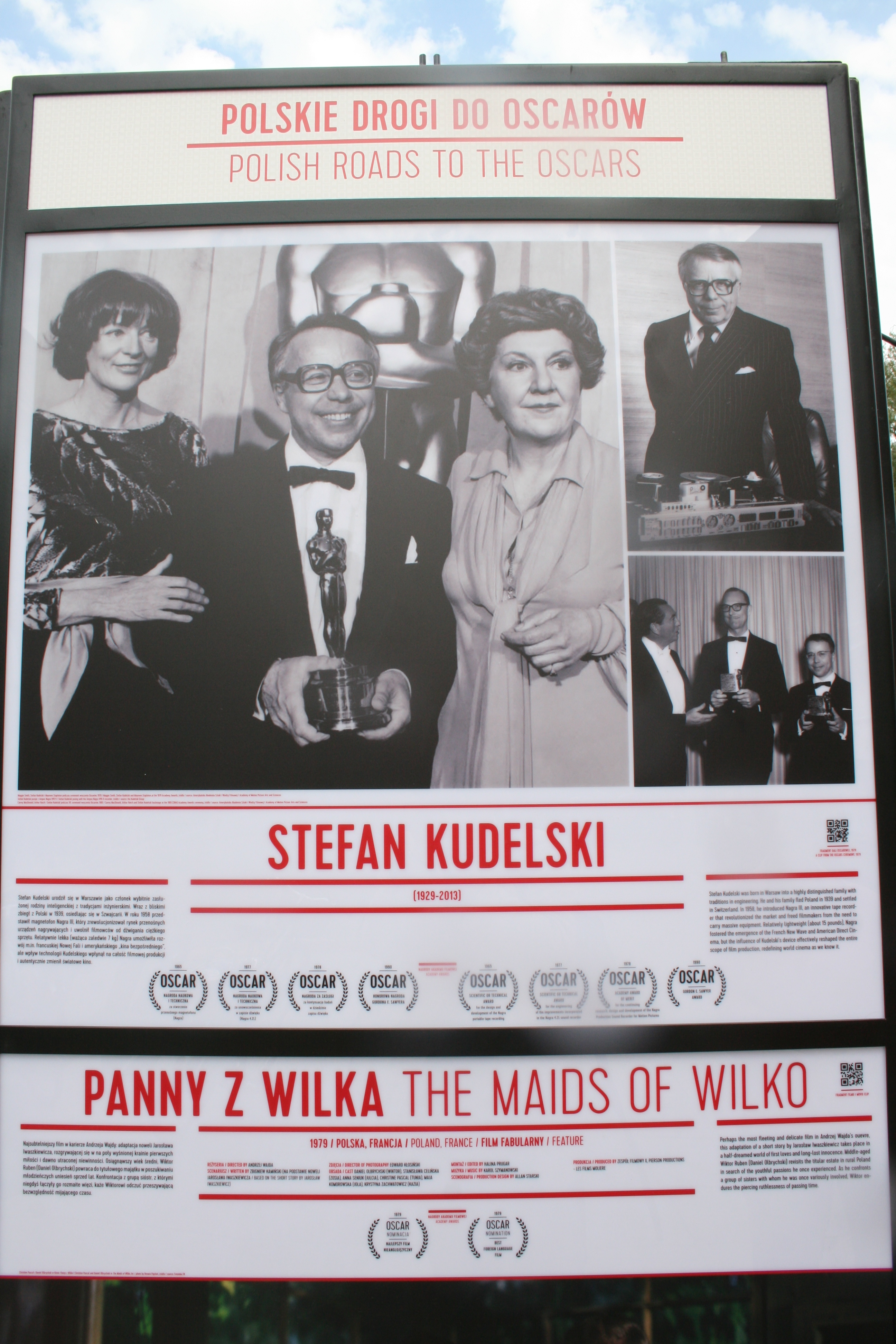
Fotografia przedstawiająca Kudelskiego odbierającego jeden z Oscarów

## Biznes
Założona przez Stefana Kudelskiego w latach pięćdziesiątych firma funkcjonuje do dziś i jest liczącym się na rynku przedsiębiorstwem. Produkuje m.in. najwyższej klasy rejestratory dźwięku, dekodery telewizji cyfrowej (w branży tej firmy Kudelskiego mają 40% udział w rynku), wzmacniacze elektroakustyczne, urządzenia elektroniczne klasy zarówno profesjonalnej, jak i najwyższej hi-fi oraz urządzenia taryfikujące do parkingów. Kudelski Group osiągnęła w roku 2002 zysk w wysokości 20 mln USD. Firmą zarządza od 1991 najstarszy syn Stefana Kudelskiego – Andrzej. Majątek rodziny Kudelskich szacowany jest na 200 mln USD.
Stefan Kudelski w 1998 roku znalazł się wśród 100 największych geniuszy Szwajcarii (Gent Suisses, 1998).